# Nova Brasilândia d’Oeste
Nova Brasilândia d'Oeste – miasto i gmina w Brazylii, w stanie Rondônia. Znajduje się w mezoregionie Leste Rondoniense i mikroregionie Alvorada d'Oeste.